# Западноирианская рупия
Западноирианская рупия (рупия Ириан Барат) (индон. Rupiah Irian Barat) — денежная единица Западной Новой Гвинеи в 1963—1971 годах.

## История
В 1949 году на территории Западной Новой Гвинеи была создана колония Нидерландская Новая Гвинея, денежной единицей которой с 1950 года был гульден Нидерландской Новой Гвинеи. В 1962—1963 годах Западная Новая Гвинея находилась под управлением администрации ООН, а в 1963 году была передана под управление Индонезии и в 1969 году включена в её состав.
1 мая 1963 года начат выпуск в обращение западноирианской рупии, а в период с 1 июня по 30 ноября того же года произведён обмен гульденов Нидерландской Новой Гвинеи на западноирианские рупии 1:1. Курс к индонезийской рупии составлял: 1 западноирианская рупия = 66,25 индонезийских рупий.
В 1964 году были выпущены в обращение алюминиевые монеты с датой «1962» в 1, 5, 10, 25 и 50 сенов.
В 1970 году курс к индонезийской рупии был изменён: западноирианская рупия = 18,90 индонезийской рупии. 18 февраля 1971 года индонезийская рупия объявлена законным платёжным средством. Западноирианские монеты находились в обращении до 31 декабря 1971 года, банкноты — до 31 марта 1973 года.